# Henry Huntington
Henry Edwards Huntington (Oneonta, 27 febbraio 1850 – Filadelfia, 23 maggio 1927) è stato un imprenditore statunitense, magnate dell'industria ferroviaria.

## Biografia
Nato a Oneonta nello Stato di New York, nel 1850 fu nominato sovrintendente alla costruzione della "Kentucky Central Railroad" e nel 1890 si trasferì in California. Dal 1892 al 1900 fu vicepresidente della società ferroviaria "Southern Pacific Railroad", con sede a San Francisco. Nel 1898 acquisì la compagnia Los Angeles Railway e nel 1901 formò la Pacific Electric Railway. Nel 1910 le linee ferroviarie che egli possedeva nella California meridionale si estendevano per oltre 2.100 km. Nel 1910 divorziò dalla prima moglie, Mary Alice Prentice, dalla quale aveva avuto quattro figli, e nel 1913 sposò Arabella Yarrington. Si ritirò dagli affari nel 1916, e morì nel 1927 a Filadelfia durante un intervento chirurgico al cuore.

### Collezionismo
Oltre che uomo d'affari, Henry Hungtington era un amante della cultura e un collezionista di oggetti d'arte. Fondò a San Marino, nei pressi di Pasadena, la Huntington Library, comprendente una vasta biblioteca,  una collezione d'arte di dipinti inglesi e un ampio giardino botanico con un giardino Zen e un giardino cinese. Possedeva una grande collezione di diamanti e altri gioielli che, dopo la sua morte, passarono in eredità alla seconda moglie Arabella. Dopo la morte di quest'ultima, nel 1927, l'intera collezione fu acquistata dal famoso gioielliere di New York Harry Winston.